# Faculté de droit de Paris-Saclay
 (avril 2024).
 (avril 2024).
Si vous disposez d'ouvrages ou d'articles de référence ou si vous connaissez des sites web de qualité traitant du thème abordé ici, merci de compléter l'article en donnant les références utiles à sa vérifiabilité et en les liant à la section « Notes et références ».
La Faculté Jean Monnet (Droit, Économie, Management) est une composante universitaire de l'université Paris-Saclay, située à Sceaux. À l'origine une « annexe » de la faculté de droit de Paris, elle en est aujourd'hui l'une des héritières.

## Historique

### 1968: création du Centre d'études juridiques de Sceaux
En 1968, le Centre d'études juridiques de Sceaux, une annexe de l'université de Paris, est ouverte à l'issue d'une décision du doyen de la faculté de droit de l'université de Paris Georges Vedel pour compléter les centres universitaires de la rue d'Assas et du Panthéon,,. Sa direction est confiée à l'historien français du droit Jean Imbert, alors professeur à la faculté de droit de Paris.
Au Centre d'études juridiques de Sceaux, les cours sont dispensés par de grands professeurs de la faculté de droit de Paris, dont Jean Imbert et Georges Vedel, mais aussi Pierre Raynaud – qui fut 1er adjoint au maire de Sceaux de 1959 à 1977, ou encore Jean Gaudemet et Jean Chevallier.

### 1971: la faculté de droit de Sceaux au sein de l'université Paris-Sud
En 1971, le Centre d'études juridiques de Sceaux est détaché de la faculté de droit l'université de Paris, alors démembrée. Elle est rattachée à la jeune université Paris XI - Paris-Sud et devient la faculté de droit de Sceaux,. Le professeur Jean Imbert est élu président de l'assemblée constitutive du nouvel ensemble qui rassemble notamment la centre d'Orsay de la faculté des sciences de Paris ainsi qu'une UER du centre hospitalier universitaire Bicêtre.
En 1990, la faculté de droit de Sceaux prend le nom de « faculté Jean Monnet », avant d'étendre ses activités d'enseignement sur le campus d'Orsay en 1993, ainsi qu'à Fontenay-aux-Roses en 2006.
Le 1er janvier 2020, l'université Paris-Sud disparaît au profit de l'université Paris-Saclay – qui regroupe deux autres universités, l'ENS Paris-Saclay, ou encore les écoles d'ingénieurs CentraleSupélec et AgroParisTech – à la suite de la publication au Journal officiel du décret de création de la nouvelle université le 5 novembre 2019. La Faculté de droit conserve son statut d'Unité de Formation et de Recherche au sein de la nouvelle entité.
Depuis le 16 juin 2023, le professeur Charles Vautrot-Schwarz en est le doyen.

### Historique des doyens
| Identité                                   | Période            | Période            | Durée         |
| Identité                                   | Début              | Fin                | Durée         |
| ------------------------------------------ | ------------------ | ------------------ | ------------- |
| Jean Imbert (1919 - 1999)                  | 1968               | 1970               | 2 ans         |
| Philippe Manin (d) (1939 - 2017)           | 1970               | 1974               | 4 ans         |
| Pierre Pactet (1923 - 2012)                | 1974               | 1977               | 3 ans         |
| Charles Zorgbibe (né en 1935)              | 1977               | 1986               | 9 ans         |
| Mario Bettati (1937 - 2017)                | 1986               | 1988               | 2 ans         |
| Jean-Claude Masclet (d) (né en 1943)       | 1988               | 1994               | 6 ans         |
| Jean-Michel Lemoyne de Forges (né en 1944) | 1988               | 1988               | moins d’un an |
| Pierre Sirinelli (d) (né en 1952)          | 1994               | 1998               | 4 ans         |
| Jean-Pierre Faugère (d)                    | 1er septembre 1998 | 1er septembre 2008 | 10 ans        |
| Jérôme Fromageau (d) (né en 1947)          | 1er septembre 2008 | 1er septembre 2013 | 5 ans         |
| Antoine Latreille (d)                      | 1er septembre 2013 | 1er septembre 2018 | 5 ans         |
| Boris Bernabé (d) (né en 1977)             | 1er septembre 2018 | 1er septembre 2023 | 5 ans         |
| Charles Vautrot-Schwarz (d), (né en 1979)  | 1er septembre 2023 | 1er septembre 2028 | 5 ans         |

## Formations
La faculté propose des formations dans les domaines du droit, de l'économie, de la gestion et du management du Diplôme d'Accès aux Études Universitaires (DAEU) jusqu'au doctorat.
L'Institut d'études judiciaires (IEJ) prépare à l'examen d'accès au centre régional de formation professionnelle d’avocats (CRFPA) ainsi qu'au concours d'entrée à l'École nationale de la magistrature (ENM).

### Diplôme d’Accès aux Études Universitaires
option A (littéraire) cours du soir ou avec le CNED

### Licences
Droit :
- Licence Droit
  - Droit privé
  - Droit public
  - Mobilité internationale
  - Droit + DU Law and Advisory
  - Droit + DU Droit, Culture juridique, Environnement
  - Droit + CPGE ENS D1 Marie Curie
- Licence double-diplôme Droit, Sciences et Innovation
- Licence professionnelle « Métiers des administrations et des collectivités territoriales »

Économie et Gestion :
- Licence Économie et Gestion
  - Économie appliquée
  - Gestion des entreprises
  - Gestion des entreprises - parcours classe préparatoire
  - Comptabilité contrôle
- Licence double-diplôme Économie et Mathématiques

### Masters (Mention et parcours)
Droit de la propriété intellectuelle, du numérique et de l'espace :
- Master 1 Droit de la propriété intellectuelle et du numérique
- Master 2 Droit de la création et du numérique
- Master 2 Droit de l’innovation et propriété industrielle
- Master 2 Propriété intellectuelle fondamentale et technologies numériques, en partenariat et avec mobilité à l’Université Laval de Québec et Université Autonoma de Madrid (Espagne)
- Master 2 Propriété intellectuelle appliquée
- Master 2 Droit des activités spatiales et des télécommunications

Droit de la santé :
- Master 2 Droit de la responsabilité médicale et pharmaceutique

Droit des affaires :
- Master 1 Droit des affaires
- Master 1 Droit des affaires LLM
- Master 2 Business Tax and Financial Market Law
- Master 2 Droit des affaires internationales
- Master 2 Entrepreneuriat, droit et digital / Law, Entrepreneurship and Digital
- Master 2 Gestion des entreprises et management des ressources humaines

Droit international et européen
- Master 1 Droit international et européen
- Master 2 Droit international et européen des droits fondamentaux
- Master 2 Diplomatie et négociations stratégiques
- Master 2 Entreprise et droit de l’union européenne
- Master 2 Droits de l’homme et entreprises

Droit notarial :
- Master 1 et Master 2 Droit notarial

Droit privé :
- Master 1 Droit privé
- Master 2 Droit privé fondamental
- Master 2 Droit des contrats internes et internationaux
- Master 2 Professions judiciaires
- Master 2 Droit pénal fondamental et pratiques du droit pénal

Droit public :
- Master 1 Droit public
- Master 1 et Master 2 Droit du patrimoine culturel
- Master 1 et Master 2 Droit de l'environnement
- Master 2 Droit public recherche et concours
- Master 2 Droit de la construction, de l'aménagement et de l'urbanisme
- Master 2 Droit des achats publics

Droit social :
- Master 1 Droit des relations de travail
- Master 2 Droit et pratiques des relations de travail
- Master 2 Gestion des entreprises et management des ressources humaines

Études du développement et de l’environnement :
- Master 1 Développement durable
- Master 2 Développement agricole durable : la sécurité alimentaire pour le développement
- Master 2 Gouvernance de projets de développement durable au Sud

Science politique :
- Master 2 Diplomatie et négociations stratégiques
- Master 2 Gouvernance de projets de développement durable au Sud

Comptabilité contrôle audit :
- Master 1 Comptabilité contrôle audit (en apprentissage)
- Master 2 Comptabilité contrôle audit (en apprentissage)

Économie :
- Master 2 Économie

Finance :
- Master 1 Finance
- Master 2 Stratégie ingénierie et innovation financière

Gestion de production, logistique et achats :
- Master 1 Gestion de production logistique et achats - parcours Achat à l’international (en apprentissage)
- Master 2 Achat à l’international

Innovation, entreprise et société :
- Master 1 Innovation, entreprise et société
- Master 1 Innovation, entreprise et société
- Master 2 Industries de réseau et économie numérique
- Master 2 Innovation et valorisation de la recherche
- Master 2 Innovation et valorisation de la recherche(partiellement en EAD)
- Master 2 Innovation, digital, conseil
- Master 2 Marketing de l’innovation (en apprentissage)

Management stratégique :
- Master 1 Stratégie et management à l’international
- Master 1 Management stratégique
- Master 1 Master in management
- Master 2 Stratégie et management à l’international
- Master 2 Entrepreneuriat et management de projets innovants
- Master 2 Recherche en management / Master in Management (research)

## Recherche
La fédération de la recherche Jean Monnet rassemble les six laboratoires de la Faculté. Les différentes actions des laboratoires proposent un rapprochement du droit, de l’économie, du management avec les sciences dites dures. La recherche des six laboratoires est en lien avec la Maison des Sciences de l'Homme pour encourager le dialogue et la production de connaissances aux interfaces avec les autres sciences du périmètre Paris-Saclay.

### Les centres de recherche
Les centres de recherche de la Faculté Jean Monnet sont rattachés à la Maison des Sciences de l'Homme Paris-Saclay (MSH Paris-Saclay)
- Centre d’Études et de Recherche en Droit de l’Immatériel (CERDI)
- Institut Droit, Espaces et Télécommunications (IDEST)
- Droit et Sociétés Religieuses (DSR)
- Institut d’Études de Droit Public (IEDP)
- Institut Droit Éthique Patrimoine (IDEP)
- Réseaux Innovation Territoires et Mondialisation (RITM)

A ces 6 centres de recherche officiels, s'ajoutent des centres de recherche associés.

### Les écoles graduées (Graduate Schools)
Elles regroupent les équipes de masters, des programmes de formation et de recherche, dont les activités s’organisent autour d’une discipline. Elles ont pour objectif de rendre visibles et de valoriser les diplômes, les diplômés et les activités de recherche aux niveaux national et international, et de développer des synergies et des mutualisations entre les acteurs du périmètre.
Les formations (niveau master) et la recherche de la Faculté font partie de trois écoles graduées : Droit, Économie & Management, Sociologie et Science Politique. Deux d'entre elles sont coordonnées par la Faculté Jean Monnet : Droit et Économie & Management.

### L'école doctorale Droit, Économie, Management
Les écoles doctorales organisent la formation des doctorants et les préparent à leur activité professionnelle à l'issue de la formation doctorale. Elles regroupent des équipes de recherche d'un ou de plusieurs établissements. L'école doctorale Droit, Économie, Management regroupe l'ensemble des équipes de recherche en droit, économie et management présentes au sein de l’Université Paris-Saclay et de ses établissements membres et associés.
Elle est composée de deux pôles disciplinaires :
- le pôle Droit
- le pôle Économie et Management

## Les chaires
Les chaires de l’Université Paris-Saclay sont très diverses de par leurs disciplines, leurs contenus, mais elles partagent une même ambition, celle de répondre aux grands enjeux actuels de la société, dans une démarche scientifique participative et ouverte.
La Faculté Jean Monnet porte ou est associée à cinq chaires. Une chaire regroupe des activités de recherche et d’enseignement vers le grand public. Ces axes de travail sont portés par un enseignant-chercheur renommé de l’Université et financés de façon désintéressée par un ou plusieurs partenaires extérieurs, dans le cadre de conventions de mécénat.
| Chaire                                                  | Thématiques | |
| ------------------------------------------------------- | --- | --- |
| TANED (Traitement et ANalyse Économique des Données)    | Les sciences sociales quantitatives, l’analyse des entreprises / organisations / réseaux. | Direction : Claire Lelarge, RITM. Programme d’Investissements d’Avenir lancé par l’État et mis en oeuvre par l’ANR.             |
| HUMAAINE (HUman-MAchine Affective INteraction & Ethics) | L’étude des interactions et relations Homme-Machine, l’influence potentielle des systèmes intelligents et affectifs sur les humains, La conception de « systèmes éthiques » et des mesures d’évaluation.                                                   | Direction : Laurence Devillers, LIMSI-CNRS. co-portée par : Serge Pajak et Fabrice Le Guel, RITM. Labellisée en 2020 par l’ANR. |
| Chaire européenne de l’Immatériel                       | L’innovation (propriété intellectuelle, valorisation d’actifs d’innovation), Le numérique (Valorisation des données, Cybersécurité liées aux actifs immatériels) Les territoires (identification, mesure et pilotage des actifs immatériels territoriaux). | Direction : Ahmed Bounfour, RITM. Fondation Paris-Saclay Université.                                                            |
| Technologie et Progrès                                  | Comment le droit et les politiques publiques peuvent concilier le développement technologique et le développement humain. | Direction : Philippe Achilleas, IDEST. Fondation Paris-Saclay Université.                                                       |
| Achats publics                                          | Le développement de la recherche en droit de la commande publique. La professionnalisation des acteurs de la commande publique. La mise en place de formations continues spécialisantes.                                                                   | Direction : Jean-Marc Peyrical, IEDP. Fondation Paris-Saclay Université.                                                        |